# Alexander Lozano Inostroza
Alexander Lozano Inostroza (Tambopata, 18 de marzo de 1992) es un administrador y político peruano. Fue congresista de la república por Madre de Dios durante el breve periodo 2020-2021.

## Biografía
Nació en el distrito de Tambopata, ubicado en el departamento de Madre de Dios, el 18 de marzo de 1992.
Es egresado de la Universidad Alas Peruanas donde se graduó como bachiller en Administración y Negocios Internacionales. También cuenta con un estudio postgrado de Economía en la Universidad Nacional de San Antonio Abad del Cusco.

## Carrera política
Fue militante del partido Unión por el Perú y su carrera política se inicia en las elecciones regionales del año 2014 como candidato a consejero regional accesitario de Tambopata, sin embargo, no resultó elegido.

### Congresista de la República
En las elecciones parlamentarias extraordinarias del año 2020, postuló al Congreso de la República por la lista electoral de Madre de Dios de Unión por el Perú y fue elegido con 2,975 votos para completar el disuelto periodo parlamentario 2016-2021.
Durante su gestión, ejerció como presidente de la Comisión especial de seguimiento al Acuerdo de Alianza del Pacífico y vicepresidente de la Comisión de Comercio Exterior y Turismo.
En septiembre del año 2021, Lozano renunció al partido Unión por el Perú tras perder su inscripción ante el Jurado Nacional de Elecciones y posteriormente en octubre de ese mismo año se afilió al partido Podemos Perú, donde luego postuló al Gobierno Regional de Madre de Dios en las elecciones regionales del 2022 y obtuvo el sexto lugar de las preferencias.

## Controversias
Alexander Lozano fue cuestionado tras descubrirse que en abril del 2019, su empresa aceptó y publicó anuncios de empleo que fomentaban la prostitución en Puerto Maldonado.
También se le cuestionó acerca de su reunión con la Universidad Alas Peruanas (universidad donde Lozano fue estudiante) para buscar solución tras el negamiento de su licencia por la Superintendencia Nacional de Educación Superior Universitaria (SUNEDU).